# Marcus Annaeus Lucanus
Marcus Annaeus Lucanus (deutsch meist Lukan, seltener Lucan; * 3. November 39 n. Chr. in Corduba; † 30. April 65 in Rom) war ein römischer Dichter. Er war ein Neffe des Philosophen Seneca des Jüngeren. Sein Vater Annaeus Mela war Sohn des Rhetors Seneca des Älteren und Bruder Senecas des Jüngeren.

## Leben
Nach der rhetorischen Ausbildung bei dem Philosophen Lucius Annaeus Cornutus wurde Lukan in den Kreis der Gebildeten am Hofe Kaiser Neros aufgenommen. Obwohl er 60 n. Chr. bei den Neronia einen Preis für einen Panegyrikus auf Nero gewann, wurde ihm bald darauf ein Publikationsverbot erteilt. Möglicherweise war der Kaiser  neidisch auf Lukans überlegenes dichterisches Talent. Lukan soll sich der erfolglosen Pisonischen Verschwörung angeschlossen haben, jedenfalls wurde er am 30. April 65 zur Selbsttötung gezwungen. Er schnitt sich die Pulsadern auf und soll, während er verblutete, einen Passus aus seinem unvollendeten Epos (s. u.) rezitiert haben.

## Werk

### De bello civili

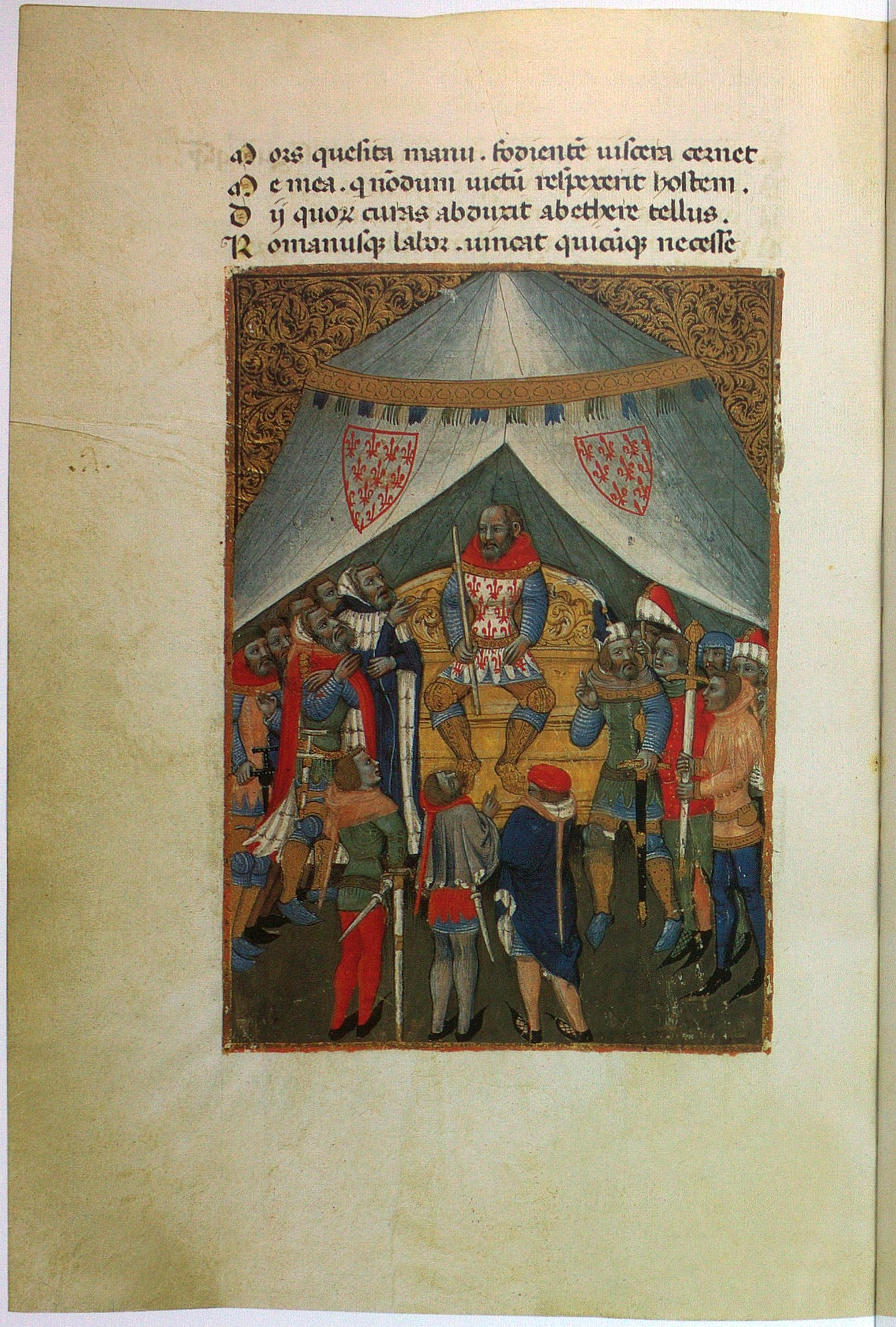
Eine Seite einer 1373 angefertigten Handschrift des Epos De bello civili (Mailand, Biblioteca Trivulziana, Ms. 691, fol. 86v). Die Buchmalerei zeigt Julius Caesar mit Feldherrnstab unter seinen Offizieren.

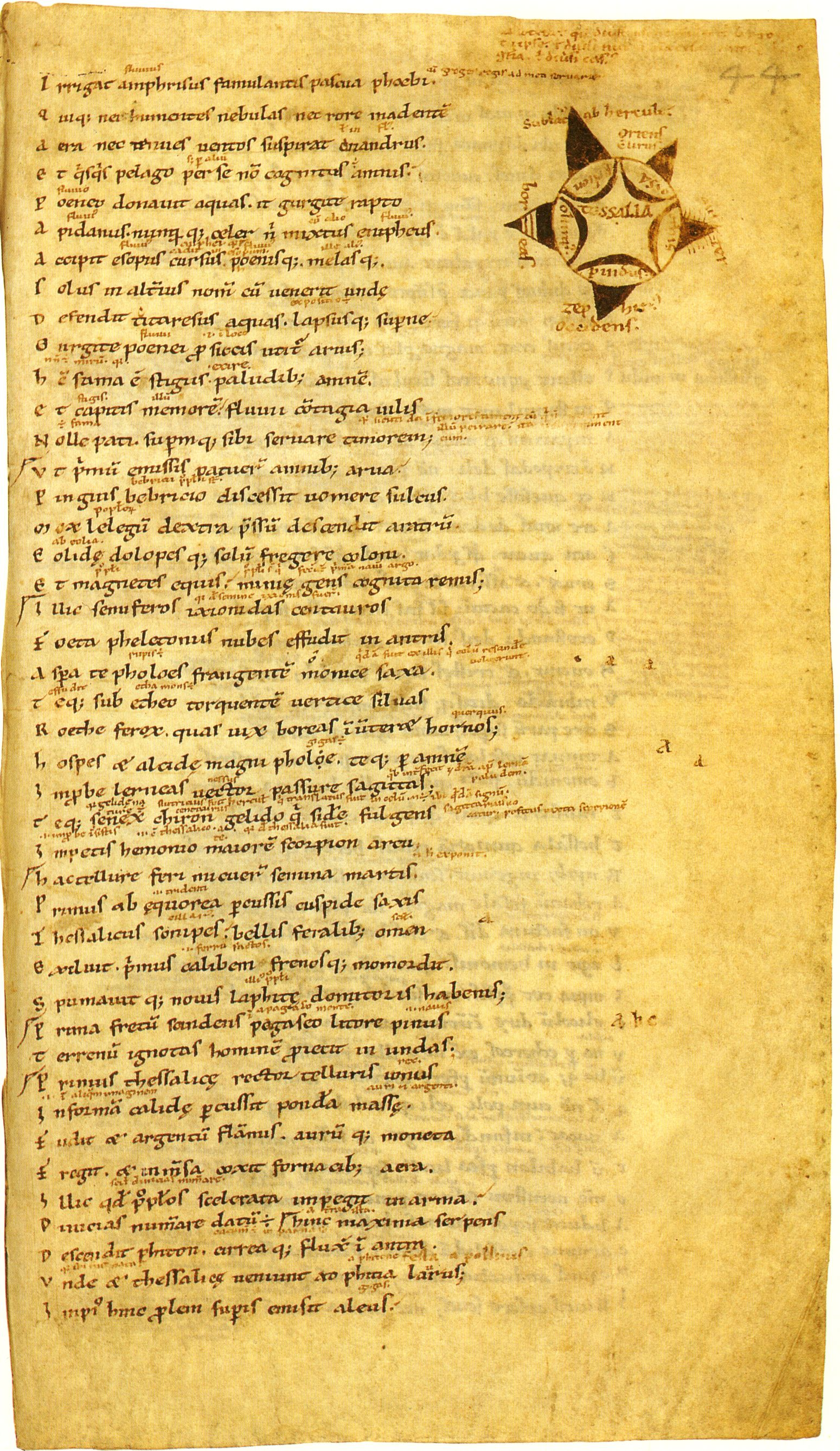
De bello civili (Buch 6 Verse 368–410) in der Handschrift Rom, Biblioteca Apostolica Vaticana, Vaticanus Palatinus lat. 1683, fol. 44r (12. Jahrhundert)

Von Lukans Werken ist neben spärlichen Fragmenten nur das unvollendete Epos über den römischen Bürgerkrieg zwischen Caesar und Pompeius erhalten, das in den Handschriften als De bello civili (Über den Bürgerkrieg) überliefert ist. Nach einer exponierten Stelle, in der Lukan seinem Werk Unsterblichkeit prophezeit (9,985f.: Pharsalia nostra / vivet, et a nullo tenebris damnabimur aevo; „unsere Schlacht bei Pharsalus wird leben, und wir werden von keinem Zeitalter in die Dunkelheit [des Vergessens] verbannt“) wird das Epos meist in älteren textkritischen Ausgaben als Pharsalia (etwa: Gedicht über die Schlacht von Pharsalos) zitiert. Shackleton Bailey lehnt in seiner Edition, welche die aktuellste darstellt, den Titel Pharsalia ab. Erhalten sind zehn Bücher, deren letztes mitten im Satz abbricht. Der geplante Umfang ist umstritten, vermutlich sollte es in zwölf Büchern bis zum heroischen Tode Catos des Jüngeren in Utica reichen, da Cato im Verlauf der Handlung immer mehr als Held hervortritt.
Glanzpunkte der Darstellung sind die Schilderung der Seeschlacht vor Massilia und die umfangreiche Schilderung der Schlacht von Pharsalos. Immer wieder schaltet Lukan Exkurse in seine Darstellung ein, etwa einen sehr eindrucksvollen Katalog der Giftschlangen und der durch sie verursachten Todesarten, mit denen die römischen Soldaten in der Wüste Nordafrikas zu kämpfen hatten. Diese Textpassagen sind immer wieder von Motiven des Grausigen, Ekligen und Brutalen durchzogen.
Nicht nur die Wahl des heiklen Themas Bürgerkrieg, sondern vor allem auch seine Ausführung ist äußerst kühn: Lukan verzichtet auf den im Epos bis dahin üblichen Götterapparat; über den Menschen sieht er höchstens Fortuna und das Schicksal in blinder Willkür regieren. Die Sprache Lukans ist sehr manieriert, und wie alle Epiker der Silbernen Latinität ist er erheblich schwerer zu lesen als etwa Vergil oder Ovid. Seine Sprache zeichnet sich jedoch durch rhetorische Brillanz aus und ist gespickt mit glänzenden Sentenzen und zahlreichen sarkastischen Pointen; das Paradoxon ist eines seiner häufigsten Stilmittel. Damit unterstreicht er die grundsätzliche Absurdität und Verkehrtheit der von Grausamkeiten geprägten Welt, die er schildert. Ein weiteres wichtiges Charakteristikum seiner Schreibweise sind die zahlreichen reflektierenden und argumentierenden bis anklagenden Passagen, während sich das antike Epos normalerweise auf die Handlung konzentriert und mit Kommentaren zurückhält.

### Sonstige Werke
Lukan war ein überaus produktiver Schriftsteller. Dieses bezeugen der Werkkatalog in einem Gedicht des Statius zu Lukans Geburtstag an dessen Witwe Polla (Statius, Silvae 2, 7, 52–80) und besonders die den Adnotationes ad Lucanum vorangestellte Vita (sie werden einem gewissen Vacca zugeschrieben, bei dem es sich aber wahrscheinlich „um eine mittelalterliche Mystifikation“ handelt). Nur dem Namen nach bekannte Werke sind:
- Iliacon[5] (über den Tod Hektors)
- Catachthonion[6] (Gedicht über die Unterwelt)
- Laudes Neronis (Das Siegesgedicht des Jahres 60)
- Orpheus[7]
- De incendio urbis (wohl eine Deklamation in Prosa über den Stadtbrand 64)
- Adlocutio ad Pollam od. ad uxorem (Gedicht an seine Gattin Polla, vielleicht Teil der Silvae?)
- Saturnalia
- Silvae (als Büchertitel von Statius übernommen)
- Medea (unvollendete Tragödie)
- Salticae fabulae (Texte für getanzte/pantomimische Darstellungen)
- Epigrammata[8]
- Eine Rede für und gegen Octavius Sagitta (vgl. Tacitus, Annalen 13, 44 zum Jahr 58)
- Epistolae ex Campania (Briefe aus Kampanien)
- Ein Schmähgedicht auf Nero (siehe Sueton, vita Lucani[9])
- Fragmente[10]

## Rezeption
In der römischen Kaiserzeit stritt man darüber, ob Lukan als Dichter oder als Historiker zu werten sei, weil er auf den im Epos traditionell üblichen Götterapparat verzichtet; schon sein Zeitgenosse Titus Petronius gibt in seinem Satyricon den Anfang eines ironischen Alternativgedichtes. In Spätantike und Mittelalter galt Lukan als einer der bedeutendsten antiken Dichter, er wurde in einem Atemzug mit Vergil genannt. So führt Dante ihn in seiner Göttlichen Komödie (Inferno, IV 88–90) unter den Weisen und Dichtern des Altertums, die in einem besonderen Bereich des Limbus ein schmerzloses Dasein genießen, neben Homer und Vergil auf.
Goethe kannte Lukan, schätzte ihn allerdings nicht sonderlich; immerhin taucht eine von Lukan erfundene Figur, die Hexe Erichtho, in der Klassischen Walpurgisnacht (Faust II) auf. Hölderlin übersetzte das erste Buch der Pharsalia; das Freiheitspathos Lukans fand verschiedentlich bei jungen Schriftstellern Anklang. Im 18. und 19. Jahrhundert verfiel jedoch Lukans Ruhm, da seine Sprache oft als bloße Rhetorik gewertet und für undichterisch gehalten wurde.
Das 20. Jahrhundert hat, nicht zuletzt im Schrecken der beiden Weltkriege, Lukan allmählich als Dichter wiederentdeckt; so wird in der neuesten Forschung Lukans Text mit der Literatur über den Luftkrieg (Gert Ledig: Vergeltung) in Beziehung gebracht. Heute werden seine gewagten Bilder und Metaphern oft als seine eigentliche Kunst und Bedeutung gesehen. Obwohl Lukan so in der Wissenschaft mittlerweile wieder große Beachtung findet, hat er sich nicht als Schulautor etablieren können. Vielen Didaktikern gilt er als zu schwer, sein Stil als jungen Lesern nicht zugänglich. Eine Schulausgabe steht daher aus.

## Ausgaben und Übersetzungen
- Der Bürgerkrieg oder Die Schlacht bei Pharsalus. Aus der Reihe: Bibliothek der Antike – Römische Reihe; Übersetzer aus dem Lateinischen: Dietrich Ebener. Nachwort: Dietrich Ebener. Aufbau: Berlin und Weimar 1978
- De bello civili libri X. Edidit D. R. Shackleton Bailey. 2. Auflage Teubner, Stuttgart 1997. – Aktuelle kritische Textausgabe.
- Bellum civile. Der Bürgerkrieg. Herausgegeben und übersetzt von Wilhelm Ehlers. Heimeran, München 1973, ISBN 3-7765-2170-8. – Genaueste deutsche Übersetzung.
- Civil War. Translated with an Introduction and Notes by Susan H. Braund. Oxford University Press, Oxford 1992, ISBN 0-19-814485-7. – Auch stilistisch genaue Übersetzung.
- De bello civili. Der Bürgerkrieg. Lateinisch/Deutsch. Übersetzt und herausgegeben von Georg Luck. Philipp Reclam jun. Verlag, Stuttgart 2009 (= Reclams Universalbibliothek. Nr. 18511), ISBN 978-3-15-018511-7.